# Rudlå
 (mars 2023).
Si vous disposez d'ouvrages ou d'articles de référence ou si vous connaissez des sites web de qualité traitant du thème abordé ici, merci de compléter l'article en donnant les références utiles à sa vérifiabilité et en les liant à la section « Notes et références ».
Rudlå est un quartier de la commune norvégienne de Stavanger connu pour ses gravures rupestres.
La place Lars Hertevig (no) se situe à proximité du parc Rudlåparken qui est un des espaces verts les plus importants de Stavanger. Le quartier historique de Gamle Stavanger (no) est proche de Rudlå. 
Les gravures rupestres, qui sont relativement petites, ont environ 3000 ans et datent de l'âge du bronze. Elles ont été découvertes en 1920 et comportent beaucoup de motifs dont des coupes, des bateaux, des croix, des roues et des disques solaires. Il y a également une figure qui semble être une hache, figure rare qui dans le Rogaland ne se trouve que dans l'île d'Austre Åmøy (no). À Stavanger même on dénombre plusieurs sites de gravures rupestres de la même époque à Hafrsfjord (no) (Revheim et Aubeberget).